# Szkoła dywersantów w Sankt Johann am Walde
Szkoła dywersantów w Sankt Johann am Walde – ośrodek szkoleniowy SS pod koniec II wojny światowej
Ośrodek został utworzony pod koniec 1944 r. Mieścił się w lasach koło wsi Sankt Johann am Walde w rejonie Baunau am Inn. Funkcję komendanta objął współpracownik VI Wydziału Głównego Urzędu Bezpieczeństwa Rzeszy (RSHA) mjr Igor L. Jung. Był on białym emigrantem rosyjskim, wywodzącym się z Narodowego Związku Pracujących (NTS), który na pocz. 1942 r. współtworzył Rosyjską Narodową Armię Ludową (RNNA). Kadrę szkoleniową szkoły, liczącą ok. 100 osób, w większości tworzyli inni emigranci rosyjscy z NTS, jak Jewstafij I. Mamukow, Aleksiej N. Radziewicz, Paweł W. Żadan, Roman N. Redlich. Formalnie byli oni wojskowymi Sił Zbrojnych Komitetu Wyzwolenia Narodów Rosji. Celem szkoły było szkolenie dywersyjno-ideologiczne słuchaczy, mających być później przerzuconymi na tyły Armii Czerwonej w celu dokonywania aktów dywersji i prowadzenia działań partyzanckich. Szkolenie odbywało się częściowo według regulaminów armii carskiej. Zajęciom bojowym przeznaczano jednak zdecydowanie mniej czasu, skupiając się na szkoleniu ideologicznym. Szkoła została zlikwidowana w marcu 1945 r. Jej działalność przyniosła niewielkie wyniki. Na terytorium ZSRR na Ukrainę zdołana przerzucić jedynie jedną grupę dywersyjną, wyszkoloną w szkole, kierowaną przez braci Soboliewych.